# Lojo järnvägsstation
Lojo järnvägsstation (finska: Lohjan rautatieasema) är en järnvägsstation på Hyvinge–Karis-banan i den nyländska staden Lojo i Finland. Numera finns det endast godstrafik på banan.

## Historia

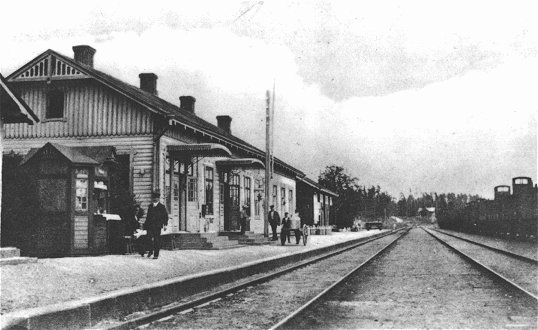
Den gamla stationsbyggnaden.

Lojo järnvägsstation invigdes den 8 oktober 1873 och kompletterades med en stationsbyggnad som hade ritats av Knut Nylander. I anslutning till stationen byggdes även ett vattentorn för ånglok och ett lokomotivstall med platser för två lokomotiv. År 1907 invigdes Lojo hamnbana, en smalspårig elbana från Lojo järnvägsstation till Lojo sjös strand. Banan fungerade huvudsakligen som en cellulosafabriks godsbana men från 1912 började den även användas för persontrafik. En normalspårig järnväg från stationen till Lojo sjös strand byggdes 1928. Den nya sidobanan användes först endast för godstrafik men 1930 övergick också persontrafiken till sidobanan år när den gamla smalspåriga banan togs ur bruk och revs.
Stationsbyggnaden som ritats av Knut Nylander revs år 1928. Byggnaden ersättes av en ny stationsbyggnad som fortfarande står kvar. Persontrafiken till Lojo lades ned 25 september 1983. Biljettförsäljningen stängdes och stationen blev obemannad 1997. Stationsbyggnaden samt övriga andra byggnader överfördes från Banförvaltningscentralen till Senatfastigheter år 2007. Fastighetsbolaget sålde stationsbyggnaden till en privatperson år 2013.